# Theodor von Heldreich
Theodor Heinrich Hermann von Heldreich, född 3 mars 1822 i Dresden, död 7 september 1902 i Aten, var en tysk botaniker. 
Heldreich vistades i Grekland från 1851, var direktör för Atens botaniska trädgård och fick stor betydelse för Greklands, Kretas och Mindre Asiens botaniska utforskande. Av dessa länders flora utdelade han samlingar till alla större museer.
Auktorsnamnet Heldr. kan användas för Theodor von Heldreich i samband med ett vetenskapligt namn inom botaniken; se Wikipediaartiklar som länkar till auktorsnamnet.